# José Antonio Bermúdez de Castro
José Antonio Bermúdez de Castro Fernández (León; 5 de septiembre de 1959) es un político español del Partido Popular, actual diputado por Salamanca. Es hijo de la exdiputada de Coalición Popular, Pilar Fernández Labrador y descendiente de José Bermúdez de Castro Rascón, que fue también diputado y senador a finales del siglo XIX, durante la Restauración.

## Biografía
Nacido el 5 de septiembre de 1959 en León, Licenciado en Derecho por la Universidad de Salamanca. Especialidad Asesoría Jurídica y Fiscal de Empresa (ICADE). Gestor administrativo.
En julio de 2023, fue condecorado con la Gran Cruz del Mérito Militar por su labor al frente de la Comisión de Defensa del Congreso de los Diputados.

### Carrera política
Fue Diputado en la Asamblea de Madrid entre 1991 y 1996, habiendo sido posteriormente Diputado del Congreso de los Diputados desde el 27 de marzo de 1996, siendo elegido de forma sucesiva en las legislaturas VI, VII, VIII, IX, X, XI, XII, XIII, XIV y XV, habiendo sido Vocal de la Comisión Constitucional y Vocal de la Comisión de Fomento y Vivienda del Congreso.
Tras su última elección como Diputado en el Congreso por la provincia de Salamanca en las elecciones de julio de 2023, José Antonio Bermúdez de Castro fue elegido Vicepresidente Segundo del Congreso de los Diputados, cargo para el que fue designado el 17 de agosto de 2023.